# Kinyras

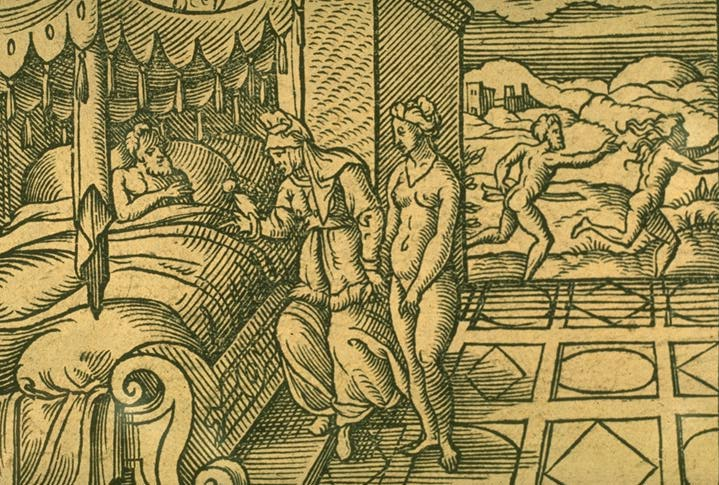
Myrra i Kinyras

Kinyras (gr. Κινύρας Kinýras, łac. Cinyras) – w mitologii greckiej król Cypru.
Był synem Apollina. Według różnych autorów jego dziećmi byli Adonis i Myrra. Na Cyprze szanował twórców sztuki i instrumentów muzycznych, takich jak flet. Kinyras i jego ojciec Apollo zorganizowali konkurs muzyczny, aby zobaczyć, kto jest lepszy w grze na lirze. Kinyras poniósł klęskę i popełnił samobójstwo.